# خفاش میوه‌خوار سرام
خفاش میوه‌خوار سرام (نام علمی: Pteropus ocularis) نام یک گونه از سرده روباه پرنده است.